# Vilmos Aba-Novák
Vilmos Aba-Novák (født 15. marts 1894 i Budapest; død 29. september 1941 i Budapest) var en ungarsk maler og grafiker. Han betragtes som et af de mest originale og kontroversielle talenter i moderne ungarsk maleri.
Aba-Novák studerede på kunstakademiet i Budapest og opholdt sig en periode i kunstnerkolonier i Szolnok og Nagybánya.. Fra 1928 til 1930 var han stipendiat ved det ungarske akademi i Rom, og fra 1939 var han lærer ved kunstakademiet i Budapest.
Han udførte freskomalerier for den katolske kirke i Ungarn, blandt andet i Jászszentandrás. Aba-Novák modtog priser ved Verdensudstillingen i Paris 1937 og biennalen i Venedig 1940.
| - Selvportrætter af Vilmos Aba-Novák - Ca. 1920 - Med hat, 1920 - 1920 - Radering, 1922 - Selvportræt med skæg, 1923 - Med pibe, 1923 - Med hustru, 1925 - 1926 - 1926 - 1928 - 1939 - (uden år) |

| - Tegninger af Vilmos Aba-Novák - Mandsportræt, 1918 - Nøgenstudier, 1919 - 1920 - 1921 - Proletarer, ca. 1921 - Mandsportræt, 1922 - ca. 1922 - Broen Törökkoppány, 1927 - Portræt af Viktor Olgyai (en), 1930 - Portræt af István Szőnyi, ukendt dato |

| - Andre værker af Vilmos Aba-Novák − efter år - Nøgenstudie, 1921 - Portræt af József Hanák, 1922 - Scene fra Zugliget, bydel i Budapest, ca. 1925 - Te i sommerhave, 1926 - Parti fra villahave i Zugliget, 1926 - Italiensk by , 1929 - Laura, 1929 - Hippodrome, ca. 1930 - Blinde musikanter, 1932 - Marked i Szolnok, 1935 |